# Glândula parótida
A glândula parótida é a maior das três glândulas salivares pares. Localiza-se entre o ramo da mandíbula e o processo estiloide do osso temporal. No seu interior está o ducto parotídeo. Este ducto entra na cavidade da boca através de um pequeno furo na altura do segundo dente molar maxilar.
A maior parte da saliva serosa é produzida pela parótida. A glândula é atravessada pela artéria carótida externa e pelo nervo facial  (VII par craniano) e suas ramificações. Lateralmente à glândula, passa a veia retromandibular.

## Patologias
À infecção da glândula parótida se dá o nome de parotidite. Uma das causas mais comuns de infecção da glândula é através do vírus da caxumba.
Existem estudos que relacionam os tumores nas parótidas ao tabagismo, entretanto é certo que sua incidência é maior entre pessoas do sexo masculino.